# Jürgen Warnatz
Jürgen Warnatz (* 31. Mai 1944 in Chemnitz; † 22. Dezember 2007 in Neckarsteinach) war ein deutscher Physiker. Er war von 1999 bis 2004 geschäftsführender Direktor des Interdisziplinären Zentrums für Wissenschaftliches Rechnen der Ruprecht-Karls-Universität Heidelberg und von 2003 bis zu seinem Tode Vorsitzender der Deutschen Sektion des Combustion Institute.

## Leben
Warnatz studierte Physik an der Georg-August-Universität Göttingen und schloss 1969 das Studium mit der Diplomarbeit Untersuchungen über die Reaktion von Stickstoffatomen mit Propin ab.
1971 promovierte er in Physikalischer Chemie an der Universität Göttingen bei Heinz Georg Wagner mit dem Thema Bestimmung der Geschwindigkeitskonstanten für Reaktionen von Fluoratomen in der Gasphase. Von 1973 bis 1982 war er als wissenschaftlicher Mitarbeiter am Fachbereich Physikalische Chemie und Chemische Technologie der TH Darmstadt beschäftigt. Dabei habilitierte er 1978 mit der Arbeit Berechnung der Flammengeschwindigkeit und der Struktur von laminaren Flammen.
Von 1982 bis 1986 und von 1987 bis 1988 war Warnatz Professor an der Universität Heidelberg. 1989 wurde er an die Universität Stuttgart als Professor für Verbrennung berufen. Ab 1994 war er wieder als Professor an der Universität Heidelberg tätig. Dort leitete er die Arbeitsgruppe Reaktive Strömungen und war von 1999 bis 2004 geschäftsführender Direktor des Interdisziplinären Zentrums für Wissenschaftliches Rechnen. Die Ehrendoktorwürde der Universität Trondheim wurde Warnatz 1997 verliehen. Am 11. September 2003 wurde er zum Vorsitzenden der Deutschen Sektion des Combustion Institutes gewählt und hatte den Vorsitz bis zu seinem Tod inne.

## Forschung
Allgemeiner Forschungsansatz von Warnatz waren
Modellierung und Simulation chemisch reaktiver
Strömungen unter spezieller Beachtung beteiligter
molekularer Reaktionen und Transportprozesse.
Besondere Forschungsschwerpunkte seiner Arbeitsgruppe waren:
- Verbrennungsprozesse
- Hyperschall-Strömungen
- Heterogene Katalyse
- Plasma-Reaktionen
- Brennstoffzellen

## Werke (Auswahl)
- Chemistry of Stationary and Non-Stationary Combustion, Kap. 12 in K. H. Ebert, P. Deuflhard, W. Jäger (Ed.), Modelling of Chemical Reaction Systems, Springer, 1981, ISBN 3-540-10983-8
- mit N. Peters: Numerical methods in laminar flame propagation, Vieweg, 1982, ISBN 3-528-08080-9
- Rate Coefficients in the C/H/O System, Kap. 5 in W.C. Gardiner, Jr., Combustion Chemistry, Springer, 1984, ISBN 0-387-90963-X
- mit W. Jäger (Ed.): Complex Chemical Reaction Systems, Springer, 1987, ISBN 3-540-18364-7
- mit U. Maas, R. W. Dibble, Verbrennung, 3. Aufl., Springer, 2001, ISBN 3-540-42128-9
- mit U. Riedel, C. Schulz, J. Wolfrum,Verbrennung,  Kap. 3 in K. Kleinermanns, Bergmann/Schaefer Lehrbuch der Experimentalphysik Band 5 – Gase, Nanosysteme, Flüssigkeiten, 2. Aufl., Walter de Gruyter, 2005, ISBN 3-11-017484-7
- mit U. Maas, R. W. Dibble, Combustion, 4. Aufl., Springer, 2006, ISBN 978-3540677512
- mit U. Riedel, Strömungen mit chemischen Reaktionen, Kap. 9 in H. Oertel jr., Prandtl-Führer durch die Strömungslehre, 12. Aufl., Vieweg+Teubner, 2008, ISBN 978-3834804303

## Preise und Auszeichnungen
- Stipendium der Karl-Winnacker-Stiftung der Hoechst AG (1982)[5]
- Silver Combustion Medaille (1982)
- Philip Morris Forschungspreis (1991)
- Gottfried-Wilhelm-Leibniz-Preis (1993)
- Gerhard Damköhler-Medaille (1994)
- Verleihung der Ehrendoktorwürde der Norwegischen Universität für Wissenschaft und Technologie (NTNU, 1997)[6]
- A. K. Oppenheim Preis (2001)

## Namensgeber von Auszeichnungen

### Jürgen Warnatz Gold Medal
Die Jürgen Warnatz Gold Medal wird seit 2016 alle zwei Jahre vom Combustion Institute auf dem International Symposium on Combustion vergeben. Ausgezeichnet werden Personen, die signifikanten Fortschritt auf dem Gebiet der Verbrennungsforschung erzielt haben.

### Jürgen-Warnatz-Preis
Seit 2017 vergibt die deutsche Sektion des Combustion Institutes den Jürgen-Warnatz-Preis ebenfalls alle zwei Jahre für herausragende Leistungen auf dem Gebiet der Verbrennungsforschung. Die Preisträger sollen dabei nicht älter als 35 Jahre sein.